# Жижка, Михаил Васильевич
Михаил Васильевич Жижка (1903 — ?) — советский литератор, историк; автор книг об известных личностях России XVIII века: Александре Радищеве и Емельяне Пугачёве.

## Биография
Родился в 1903 году в селе Николина Балка (ныне Петровский район Ставропольского края), где в дальнейшем и проживал.
Первым значительным успехом писателя-историка стала книга «Радищев», вышедшая в 1934 году в знаменитой серии «Жизнь замечательных людей», возобновлённой за год до этого Журнально-газетным объединением в Москве по инициативе Максима Горького.
Писатель продолжил разработку исторической тематики, много работал в архивах. Однако он не избежал репрессий в период Большого террора в СССР 1937—1938 годов.
27 августа 1938 года Михаил Жижка был арестован органами НКВД, после чего восемь месяцев находился под следствием. В итоге за отсутствием состава преступления 2 апреля 1939 года оправдан и освобождён.
В 1941 году Государственное учебно-педагогическое издательство (Учпедгиз) в серии «Школьная историческая библиотечка» выпустило другую книгу писателя — «Емельян Пугачёв», о крестьянской войне 1773—1775 годов и её предводителе. Книга в большей своей части была основана на архивном материале.
Уже после Великой Отечественной войны, в 1950 году книга «Емельян Пугачёв» была повторно переиздана Учпедгизом под редакцией историка и археографа профессора В. И. Лебедева (1894—1966), снабжена примечаниями и картой.

## Сочинения
- Жижка М. В. Радищев / М. В. Жижка. — М.: Журнально-газетное объединение, 1934. — 204 с. — (Жизнь замечательных людей). — 50 000 экз. (обл.)
- Жижка М. В. Емельян Пугачёв: крестьянская война 1773—1775 гг. / М. В. Жижка. — М.: Учпедгиз, 1941. — 208 с. — (Школьная историческая библиотечка).
- Жижка М. В. Емельян Пугачёв / М. В. Жижка; Под ред. проф. В. И. Лебедева. — Изд. 2-е. — М.: Учпедгиз, 1950. — 216 с. — (Школьная историческая библиотека). — 50 000 экз. (в пер.)
- Жижка М. В. Допрос пугачёвского атамана А. Хлопуши // Красный архив. — 1935. — № 1(68).